# U-120 (1940)
U-120 — малая подводная лодка типа IIB, времён Второй мировой войны. Заказ на постройку был отдан 28 сентября 1937 года. Лодка была заложена на верфи судостроительной компании Flender Werke, Любек 31 марта 1938 года под заводским номером 268. Спущена на воду 16 марта 1940 года. 20 апреля 1940 года принята на вооружение и, под командованием обер-лейтенанта Эрнста Бауэра вошла в состав U-Bootschulflottille.

## История службы
Боевых походов не совершала, прослужив всю свою карьеру в качестве учебной лодки. 2 мая 1945 года была затоплена экипажем в ходе операции «Регенбоген» в порту города Бремерхафен, поднята в 1950 году и сдана на слом.
Будущий обер-лейтенант цур зее Альфред Радермахер служил с сентября 1940 года по апрель 1942 года обер-штурманом на U-96 (Буххайм описал его в своей новелле Das Boot). Впоследствии стал офицером и принял командование U-120 и U-393.

## Командиры
- 20 апреля 1940 года — 25 ноября 1940 года — обер-лейтенанта Эрнст Бауэр (нем. Oberleutnant zur See Ernst Bauer) (Кавалер Рыцарского Железного креста)
- 26 ноября 1940 года — 19 мая 1941 года — капитан-лейтенант Вольфганг Гейда (нем. Kapitänleutnant Wolfgang Heyda)
- 20 мая 1941 года — 24 февраля 1942 года — обер-лейтенант цур зее Вилли-Родерик Кёрнер (нем. Oberleutnant zur See Willy-Roderich Körner)
- 25 февраля 1942 года — 30 сентября 1942 года — обер-лейтенант цур зее Ганс Фидлер (нем. Oberleutnant zur See Hans Fiedler)
- 15 сентября 1942 года — 24 мая 1943 года — лейтенант цур зее Альфред Радермахер (нем. Leutnant zur See Alfred Radermacher) (точные данные неизвестны)
- 24 мая 1943 года — 26 июля 1943 года — обер-лейтенант цур зее Адольф Гундлах (нем. Oberleutnant zur See Adolf Gundlach)
- 26 июля 1943 года — 14 сентября 1944 года — лейтенант цур зее (с 1 октября 1943 года обер-лейтенант цур зее) Иоахим Зауэрбир (нем. Leutnant zur See Joachim Sauerbier)
- 15 сентября 1944 года — 2 мая 1945 года — лейтенант цур зее (с 1 октября 1944 года обер-лейтенант цур зее) Рольф Рюдигер Бенсель (нем. Leutnant zur See Rolf Rüdiger Bensel)

## Флотилии
- 20 апреля 1940 года — 30 июня 1940 года — U-Bootschulflottille
- 1 июля 1940 года — 16 марта 1945 года — 21-я флотилия
- 17 марта 1945 года — 2 мая 1945 года — 31-я флотилия